# 裴景融
裴 景融（はい けいゆう、495年 - 546年）は、北魏から東魏にかけての官僚・文人。字は孔明。本貫は河東郡聞喜県。弟は裴伯茂・裴景顔。

## 経歴
司空中郎の裴叔義（裴仲規の弟）の長男として生まれた。学問に励んで文章を作るのを好んだ。正光初年、秀才に挙げられ、射策科に及第し、太学博士に任じられた。永安年間、秘書監の李凱に学才を認められて、推薦を受けて著作佐郎に任じられた。しばらくして輔国将軍・諫議大夫に転じ、著作を兼ねた。孝武帝のとき、孝荘帝の諡をめぐる議論に加わり、景融の意見のとおりに施行された。『四部要略』編纂の命を受けたが、景融ひとりに任されたため、完成することはなかった。元象年間、儀同の高岳の下で録事参軍となった。弟の裴景顔が弾劾されて廷尉の獄に付されると、景融は吏部の選により郡太守に擬されていたところだったが、御史中丞の崔暹の弾劾を受けて、免官された。546年（武定4年）冬、病死した。享年は52。景融の作った文章は、文集にまとめられた。また「鄴都賦」「晋都賦」を作ったと伝えられる。

## 伝記資料
- 『魏書』巻69 列伝第57
- 『北史』巻38 列伝第26